# Luis Cão
Luis Cão (Luanda, 1953 - ibídem, 18 de abril de 2014) fue un futbolista angoleño que jugaba en la demarcación de portero.

## Biografía
En 1974, y de la mano del Progresso Associação do Sambizanga, Cão hizo su debut como futbolista. Jugó en el club durante 16 años, hasta 1990, año en el que se retiró como futbolista. Además jugó para la selección de fútbol de Angola durante los años 80.
Falleció el 18 de abril de 2014 a los 60 años de edad tras una larga enfermedad.

## Clubes
| Club                               | País   | Año         |
| ---------------------------------- | ------ | ----------- |
| Progresso Associação do Sambizanga | Angola | 1974 - 1990 |